# Reinstein (Adelsgeschlecht)

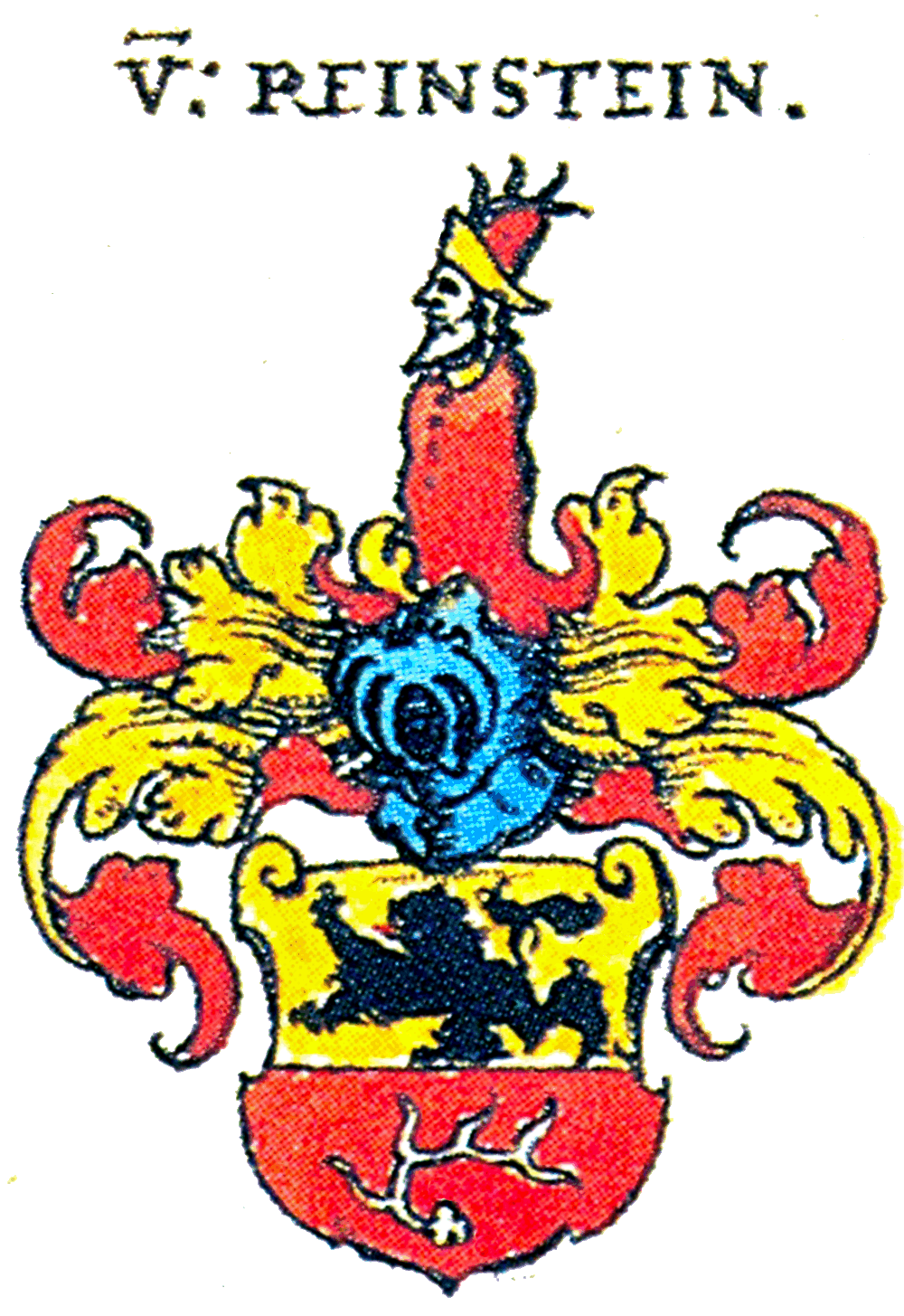
Wappen derer von Reinstein in Siebmachers Wappenbuch, 1605

Die Familie der Reinstein war ein fränkisches Adelsgeschlecht.

## Geschichte

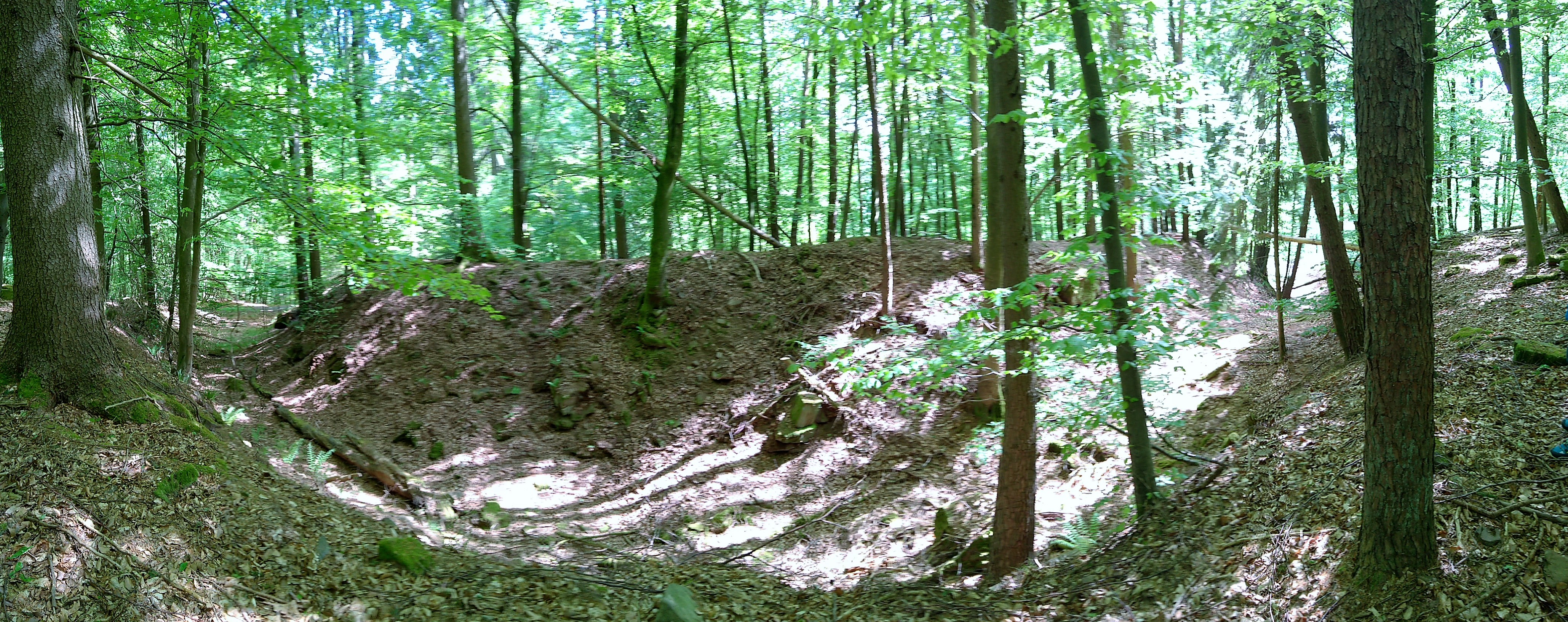
Blick auf den Burgstall Reinstein, vermutete Stammburg des Geschlechts an einem Sporn des Rehbergs über dem Haseltal

Die Familie von Reinstein erscheint als Ministerialengeschlecht der Bischöfe von Würzburg vom 12. bis ins 16. Jahrhundert und findet sich auch unter den Würzburger Domherren. Ihre Stammburg (Burg Reinstein), eine Spornburg vermutlich aus dem 13. Jahrhundert, stand auf dem südlichen Bergsporn des Rehbergs in heutiger Schollbrunner Gemarkung (ehemals Michelriether Forst) oberhalb des Tal des Haslochbachs im Südspessart nördlich der Nickelsmühle.
Sie werden dem Stamm der Reginbodonen zugerechnet.
Die Reinstein waren u. a. Burgleute auf der Burg Homburg am Main. Gleichzeitig waren sie Besitzer der Vogtei über das Kloster Triefenstein, die sie von der Neuenburg her kontrollierten. Prominenter Vertreter der Familie war der Würzburger Bischof Iring von Reinstein-Homburg († 1265). Als Teil der reichsfreien Ritterschaft war das Adelsgeschlecht in den Ritterkantonen Odenwald und Rhön-Werra organisiert. Epitaphien der Reinsteiner befinden sich in der Kirche von Trennfeld. Die Familie erlosch am 16. Juli 1621 mit Johann (Hans) Georg von Reinstein, zuletzt Deutschordenskomtur in Würzburg; sein Grabstein in der dortigen Deutschhauskirche bezeichnet ihn als Letzten seines Stammes, und er wurde 70 Jahre alt.

## Wappen
Das geteilte Wappen zeigt oben in Gold einen schwarzen schreitenden Löwen, unten in Rot eine silberne Hirschstange. Auf dem Helm mit rot-goldenen Helmdecken ein rot gekleideter Männerrumpf mit Bart und einem niedrigen hermelingestulpten Hut in dessen Krempe vorne das Hirschhorn eingesteckt ist.